# Ankerwache
Die Ankerwache ist ein Teil der Wache, wenn ein Schiff vor Anker liegt. Sie dient der Sicherheit des Wasserfahrzeuges, der Besatzung und anderer Wasserfahrzeuge.
Die Ankerwache trägt hierfür Sorge durch Peilung und Beobachtung der Umgebung.
Es müssen folgende Gefahren abgewendet werden:
- Durch Wind, Strömung und/oder Seegang kann sich der Anker vom Grund lösen und das Fahrzeug abtreiben. Bei drehenden Winden können unter Umständen auch Hindernisse (Felsen, verlorene Container, andere ankernde Fahrzeuge etc.) im Schwojkreis zur Gefahr werden.
- Nicht immer sind andere Rudergänger aufmerksam, sodass sie ein ankerndes Fahrzeug rechtzeitig erkennen. Die Ankerwache stellt daher durch Augenlicht und Radar Kollisionskurse mit anderen Fahrzeugen fest.

Die Ankerwache ist verpflichtet, durch Alarmierung Gefahren vom Schiff und dessen Besatzung abzuwenden, z. B. durch ein neues Ankermanöver. Hierbei müssen nachts Teile der Besatzung geweckt werden, um die Manöver durchzuführen.
Ankerwachen sind vor allem in der Seeschifffahrt üblich bzw. vorgeschrieben. Seeleute, die keinen (Anker-)Wachdienst haben, gehören der Freiwache an (sie haben keine Aufgaben und können sich ausruhen – „Bauernnacht“). In der Freizeitschifffahrt sind Ankerwachen nicht überall vorgeschrieben. Dennoch gebietet es gute Seemannschaft eine solche einzuteilen, wenn beispielsweise mit Wetterverschlechterung zu rechnen ist oder der Ankergrund Anlass zur Besorgnis gibt. Leider wird diese aber oft vernachlässigt, weil das Nachtwache-Schieben auf einem Urlaubstörn natürlich unbequem ist. 
Die meisten Kartenplotter oder entsprechenden Handy-Apps beinhalten eine Funktion, die einen Alarm auslöst, wenn das Schiff zu weit von einer eingestellten Position wegdriftet. So kann ein Anker, der nicht richtig hält, auch automatisch erkannt werden. 